# خیشومی دولبی بی‌واک
خیشومی دولبی بی‌واک (انگلیسی: Voiceless bilabial nasal)(ایست) نوعی همخوان است که در برخی گفتار زبانها به‌کار می‌رود. نماد آن در الفبای آوانگاری بین‌المللی ⟨m̥⟩ است، ترکیبی از نویسهٔ خیشومی دولبی واک‌دار و یک نشانه‌های زیروزبری برای نشان‌دادن بی‌واکی.

## ویژگی‌ها
ویژگی‌های خیشومی دولبی بی‌واک:
- شیوهٔ تولید (آواشناسی): این آوا انفجاری است، به این معنا که با مسدود کردن جریان هوا در مجرای صوتی تولید می‌شود. چون همخوان خیشومی است، جریان هوای مسدودشده از راه بینی هدایت می‌شود.
- جایگاه تولید: دولبی است، یعنی با هر دو لب تولید می‌شود.
- واکسازی: بی‌واک است، یعنی بدون ارتعاش تارهای صوتی تولید می‌شود.
- خیشومی‌شدن: همخوانی خیشومی است، یعنی در توقف‌های خیشومی، هوا تنها از راه بینی خارج می‌شود؛ در حالی که در دیگر انواع آوا، هوا از دهان نیز عبور می‌کند.
- تقسیم‌بندی مرکزی–کناری: چون این آوا با جریان هوا بر روی زبان تولید نمی‌شود، تمایز مرکزی–کناری در آن کاربردی ندارد.
- سازوکار جریان هوا: برون‌سو (ریوی) است، یعنی هوا فقط با فشار ماهیچه‌های میان‌دنده و ماهیچه‌های شکمی، همانند بیشتر آواها، بیرون رانده می‌شود.

## رخداد
| زبان                     | زبان                     | واژه                 | الفبای آوانگاری بین‌المللی | معنا               | یادداشت                                                                                      |
| ------------------------ | ------------------------ | -------------------- | ------------------------- | ------------------ | -------------------------------------------------------------------------------------------- |
| زبان آلیوتی              | زبان آلیوتی              | quhmax̂               | [qum̥aχ]                   | «سفید»             | همخوان‌های روان و خیشومی‌ها ممکن است در برخورد با همخوان بی‌واک و در پایان واژه نیمه‌بی‌واک شوند. |
| زبان آلوتیک              | زبان آلوتیک              | keghmarluku          | [kəɡm̥aχluku]              | «چندبار گاز گرفتن» | در برابر /m/ واک‌دار تمایز دارد.                                                              |
| زبان برمه‌ای              | زبان برمه‌ای              | الفبای برمه‌ای/hma:   | [m̥á]                      | «دروغین»           |                                                                                              |
| زبان یوپیک آلاسکای مرکزی | زبان یوپیک آلاسکای مرکزی | pisteḿun             | [ˈpistəm̥un]               | «به خدمتکار»       |                                                                                              |
| زبان انگلیسی             | انگلیسی فصیح             | stop me              | [ˈstɒp͡m̥ mɪ]               | «مرا متوقف کن»     |                                                                                              |
| زبان استونیایی           | زبان استونیایی           | lehm                 | [ˈlehm̥]                   | «گاو»              | واکهٔ پایانی /m/ پس از /t, s, h/.                                                             |
| زبان فرانسوی             | زبان فرانسوی             | prisme               | [pχism̥]                   | «منشور»            | هم‌آوا در پایان واژه پس از همخوان بی‌واک.                                                      |
| زبان همونگ               | همونگ سفید               | 𖬌𖬣𖬵 / Hmoob           | [m̥ɔ̃́]                      | «همونگ»            | در برابر /m/ واک‌دار تمایز دارد.                                                              |
| زبان ایسلندی             | زبان ایسلندی             | kempa                | [cʰɛm̥pa]                  | «قهرمان»           | گونهٔ هم‌آوا از /m/ پیش از انفجاری‌های واک‌دار.                                                  |
| مزاتک جالاپا             | مزاتک جالاپا             | hma                  | [m̥a]                      | «سیاه»             | در برابر خیشومی واک‌دار و خیشومی چاکنایی تمایز دارد.                                          |
| زبان سامی کیلدین         | زبان سامی کیلدین         | خط سیریلیک/ljeehmhmk | [lʲeːm̥ʲːk]                | «بند»              |                                                                                              |
| زبان کریک                | زبان کریک                | camhcá:ka            | [t͡ʃəm̥t͡ʃɑːɡə]              | «زنگ»              | هم‌آوا از /m/ پیش از /h/.                                                                     |
| زبان سامی شمالی          | زبان سامی شمالی          | čáihmi               | [ˈt͡ʃaːjːm̥iː]              | «کک‌ومک»            |                                                                                              |
| زبان اوکراینی            | زبان اوکراینی            | الفبای اوکراینی/rytm | [rɪt̪m̥]                    | «ریتم»             | هم‌آوا در پایان واژه پس از همخوان بی‌واک.                                                      |
| زبان واشو                | زبان واشو                | Mášdɨmmi             | [ˈm̥aʃdɨmmi]               | «او پنهان شده»     |                                                                                              |
| زبان ولزی                | زبان ولزی                | fy mhen              | [və m̥ɛn]                  | «سر من»            | رخداد به‌عنوان جهش خیشومی /p/.                                                                |
| زبان شومی                | پایین                    | [m̥ɛ̃˦]                | [m̥ɛ̃˦]                     | «دارو»             | در برابر /m/ واک‌دار تمایز دارد.                                                              |
| زبان شومی                | بالا                     | [m̥ɛ̃˦]                | [m̥ɛ̃˦]                     | «دارو»             | در برابر /m/ واک‌دار تمایز دارد.                                                              |
| زبان نوسو                | زبان نوسو                | ꂓ hmi               | [m̥i]                      | «نام»              |                                                                                              |